# Министерство на външните работи (Гърция)
Министерството на външните работи на Гърция (на гръцки: Υπουργείο Εξωτερικών) е държавна институция в Гърция с ранг на министерство, която отговаря за външната политика и отношенията в рамките на Европейския съюз. Седалището му е разположено в град Атина. През 2019 г. новото правителство на Кириакос Мицотакис назначава Никос Дендиас за министър на външните работи.

## История
Министерството е създадено през 1822 г. от Първото национално събрание в Епидавър като Секретариат за външни работи. От 1844 г. е с настоящето си име – Министерство на външните работи.

## Ръководство
Ръководен състав на министерството, от 9 юли 2019 г.:
- Министър на външните работи: Никос Дендиас
  - Заместник–министър по европейските въпроси: Милтиадис Варвициотис
  - Заместник–министър за икономическата дипломация: Костас Франгоянис
  - Заместник–министър за гърците в чужбина: Андонис Диаматарис